# Liste de personnalités de Guyane
Cette liste recense les personnalités nées, décédées ou liées à la Guyane.

## Explorateurs et géographes
- Daniel de La Touche, seigneur la Ravardière, explorateur
- Charles Poncet de Brétigny, explorateur (seconde moitié du XVIIe siècle-1644)
- Charles Marie de La Condamine, explorateur et géographe (1701-1774)
- Henri et Octavie Coudreau, explorateur et géographe (1859 - 1899)
- Jules Crevaux, explorateur (1847-1882)
- Raymond Maufrais, explorateur (1926-1950)

## Personnalités politiques
- Jean-Baptiste Thibault de Chanvalon, intendant de la Guyane (1723-1788)
- Pierre-Victor Malouet (1740-1814)
- Nicolas de Nompère de Champagny (1789-1863)
- Agathon Hennique (1810-1870)
- Louis-Marie-François Tardy de Montravel (1811-1864)
- Adélaïde Tablon, résistante (1838-1883)
- Émile Merwart, administrateur colonial (1869 - 1960)
- Jean Galmot (1879-1928)
- Félix Éboué (1884-1944)
- Eugénie Tell (1891-1972)
- Gaston Monnerville (1897-1991)
- Georges Guéril (1909 - 1977)
- Hector Riviérez (1913-2003)
- Édouard Gaumont (1915-2008)
- Justin Catayée (1916-1962)
- Léopold Héder (1918-1978)
- Raymond Tarcy (1936-2019)
- Élie Castor (1943-1996)
- Georges Othily (1944-2017)
- Pierre Désert (1944)
- Paulin Bruné (1946)
- Georges Patient (1949)
- Antoine Karam (1950)
- Jean-Marie Taubira (1950)
- Léon Bertrand (1951)
- Christiane Taubira (1952)
- Rodolphe Alexandre (1953)
- Juliana Rimane (1959)
- Alain Tien-Liong (1963)
- Lénaïck Adam (1992)
- Marie-Laure Phinéra-Horth (1957)
- Emmanuel Bellony (1917-1987)

## Éditeurs, écrivains, poètes, dramaturges
- Ismaÿl Urbain (1812-1884)
- Alfred Parépou (1841-1887)
- René Maran (1887-1960)
- Constantin Verderosa (1889-1970)
- René Jadfard (1899-1947)
- Léon-Gontran Damas (1912-1978)
- Bertène Juminer (1927-2003)
- Serge Patient (1934-2021)
- André Paradis (1939-)
- Georges Othily (1944-2017)
- Élie Stéphenson (1944)
- Lyne-Marie Stanley (1944-)
- Christiane Taubira (1952-)
- Sonia Francius (1957-)
- Sylviane Vayaboury (1960-)
- Valérie Goma, metteur en scène, dramaturge (1968)
- Marie-George Thébia
- Pierre Appolinaire Stephenson (1953-)

## Musiciens, auteurs-compositeurs-interprètes, danseurs
- Ferdinand Ginouvès, musique classique (1842-1888)
- Samuel Lubin, variété guyanaise (1862-1948)
- Henri Salvador, variété française, bossa nova, jazz (1917-2008)
- Eudora Cabéria, variété guyanaise (1917 - 2021)
- Man Sérotte, musique traditionnelle créole (1921-2015)
- Eudomir Cabéria (1924-2017)
- Yvan Rollus (1937-2021, tango, bossa nova, jazz, blues, mazurka
- Gaston Lindor, jazz, variété guyanaise, (1929)
- Hortensia, musique traditionnelle créole
- Josy Masse, lyrique, musique traditionnelle créole (1937-2019)
- Cornélia Birba, musique traditionnelle créole (1939)
- Tonton Jo, variété (1942-2015)
- Tatie Léodate, musique traditionnelle créole
- Eddy Gaumont, batteur de jazz (1946-1971)
- José Sébéloué, variété, kadans, zouk (1948-2023)
- Danny Play, variété (1948)
- Dominique Gaumont, guitariste (1953-1983)
- Chris Combette, reggae, bossa nova, jazz, blues, mazurka (1957)
- Louis Bannis, musique traditionnelle créole (1958-2018)
- Henri Placide, variété guyanaise (1963)
- Sylviane Cédia, variété guyanaise
- Nadine Léo, musique traditionnelle créole (1963)
- Kiko, reggae (1966-2021)
- Orlane Jadfard, musique carnavalesque guyanaise (1971)
- Clara Nugent, musique carnavalesque guyanaise
- Denis Lapassion, musiques traditionnelles créoles, jazz
- Tina Ly, zouk (1979)
- Pearl, R&B, pop (1982)
- Angel Chow-Toun (1984)
- Rickman G-crew, dancehall, musique traditionnelle Bushinenge (1985)
- Warren, zouk
- Fanny J, zouk (1987)
- K-Reen, R&B, rap, hip-hop, soul, zouk, dancehall
- Lova Jah, reggae, musique traditionnelle guyanaise
- Jahyanai, reggae, dancehall
- Bamby, reggae, dancehall, shatta
- Aruhna, reggae, jazz
- Jean-Luc Silo, musique traditionnel créole guyanaise
- Mayo 2 Kaw, musique traditionnel créole guyanaise
- Saïna Manotte, variété guyanaise, zouk
- Sista Sony, reggae, hip-hop
- Yann Cléry, jazz, kasékò

### Groupes et Duos
- Les Lauriers roses, groupe, musique traditionnelle créole (1959)
- Dahlia, groupe, musique traditionnelle créole (1966)
- Les Blues Stars, groupe, musique carnavalesque guyanaise (1969)
- Les Mécènes, groupe, musique carnavalesque guyanaise (1977)
- Blackwood, groupe, reggae (1983)
- Inspiration, duo
- Dokonon, groupe, musique carnavalesque guyanaise (1998)
- Sweet Way, duo musical, zouk (1998)
- Karnivor, groupe, musique carnavalesque guyanaise (2000)
- Pa Gain Nom, groupe, musique carnavalesque guyanaise (2009)

### Danseurs
- Yannick Lebrun, danseur (1986)
- Lasseindra Ninja, danseuse (1986)
- Danis Civil, breakdancer (1988)
- Sisley Loubet, danseuse

## Producteurs, cinéastes, réalisateurs et acteurs
- Michel Seldow, acteur (1912 - 1999)
- Georges Caristan, réalisateur et directeur de la photographie (1930)
- Marc Barrat, réalisateur et scénariste
- Olivier Sagne, réalisateur (1984)
- Ricky Tribord
- Édouard Montoute
- Viviane Emigré
- Rudy Icaré
- Stany Coppet
- Doc Seven, youtubeur (1991)
- Marvin Yamb

## Sportifs et entraineurs
- Raoul Diagne, football (1910)
- Jean-Clair Todibo, football
- Odsonne Édouard, football
- Bernard Lama, football (1963)
- Kevin Seraphin, basket
- Tariq Abdul-Wahad, basket
- Jean-Claude Darcheville, football
- Florent Malouda, football
- Lucie Decosse, judo
- Malia Metella, natation
- Medhy Metella, natation
- Patrice Ringuet, cyclisme (1986)
- Jean-Marie Bardoux, rallye
- Donovan Léon, football
- Jean-David Legrand, football
- Marvin Torvic, football
- Lesly Malouda, football
- Gary Marigard, football
- Ulrich Robeiri, escrime
- Rhudy Evens, football
- Kévin Rimane, football
- Ludovic Baal, football
- Loïc Baal, football
- Brian Saint-Clair, football
- Roy Contout, football
- Sloan Privat, football
- Michaël Solvi, football
- Hubert Sébéloué, football
- Katia  Benth, athlétisme
- Oriane Jean-François, football
- Mike Maignan, football
- Jemima Joseph, athlétisme
- Livio Jean-Charles, basketball

## Peintres et décorateurs
- Paul Merwart, peintre (1855 - 1903)
- Émile Merwart, héraldiste (1869 - 1960)

## Divers
- Suzanne Amomba dite Madame Paillé (seconde moitié du XVIIe s.-1755)
- Anne-Marie Javouhey, fondatrice d'un ordre religieux missionnaire (1779-1851)
- Théophile Vitalo, orpailleur
- Eudoxie Baboul, supercentenaire et doyenne des français (1901-2016)
- Christiane Falgayrettes-Leveau (1954)
- Alicia Aylies, Miss France 2017 (1998)